# لیلا برخورداری
لیلا برخورداری (زاده ۲۰ اردیبهشت ۱۳۵۷) بازیگر و گوینده اهل ایران است.
وی فارغ‌التحصیل لیسانس رشته بازیگری و فوق لیسانس رشته کارگردانی از دانشکده هنرهای زیبای دانشگاه تهران می‌باشد که با بازی در سریال خواب و بیدار در نقش کبری به شهرت رسید، از دیگر آثار مهمی که وی در آن نقش‌آفرینی کرده است ساختمان ۸۵ و کلانتر ۲ و کلانتر ۳ می‌باشد. او از اواسط دهه ۸۰ در زمینه گویندگی هم فعالیت دارد و خوانش چند کتاب را انجام داده‌است.

## فیلم‌شناسی

### سینمایی
- نظام از راست (محمدرضا ورزی ۱۳۸۷)
- تبسم گرگ (جواد علیزاده ۱۳۹۱)
- کوتاه مثل زندگی (شهره سلطانی ۱۳۹۵)

### تئاتر
- تانگوی تخم‌مرغ داغ (۱۳۹۳ هادی مرزبان)، تالار وحدت
- خرس
- مشروطه بانو
- نقشه‌خوانان کارگردانی
- مردی که لب نداشت
- خداحافظ
- تله‌تئاتر اطلسی‌های لگدمال شده (کارگردانی و بازیگری)
- شب به خیر جناب کنت (۱۳۹۴)
- معاشر (۱۳۹۵)
- صبح یک روز لعنتی (۱۳۹۶)

### تلویزیونی
| سال  | عنوان مجموعه    | سمت    | کارگردان       | پخش از                 |
| ---- | --------------- | ------ | -------------- | ---------------------- |
| ۱۳۹۷ | بازی نقاب‌ها     | بازیگر | سیروس حسن پور  | شبکه ۲                 |
| ۱۳۹۵ | سرزمین مادری    | بازیگر | کمال تبریزی    | شبکه ۳                 |
| ۱۳۹۳ | سالهای ابری     | بازیگر | مهدی کرم‌پور    | شبکه ۲                 |
| ۱۳۹۳ | خط              | بازیگر | عباس رنجبر     | شبکه ۳                 |
| ۱۳۸۹ | ساختمان ۸۵      | بازیگر | مهدی فخیم‌زاده  | شبکه ۲                 |
| ۱۳۸۸ | کلانتر ۳        | بازیگر | محسن شاه محمدی | شبکه ۱اپیزود مرگ مشترک |
| ۱۳۸۷ | روزهای زیبا     | بازیگر | جواد افشار     | شبکه تهران             |
| ۱۳۸۶ | بی صدا فریاد کن | بازیگر | مهدی فخیم‌زاده  | شبکه ۲                 |
| ۱۳۸۴ | کلانتر ۲        | بازیگر | محسن شاه محمدی | شبکه ۱اپیزود مخمصه     |
| ۱۳۸۴ | حس سوم          | بازیگر | مهدی فخیم زاده | شبکه ۲                 |
| ۱۳۸۳ | فصل زرد         | بازیگر | محمدرضا زهتابی | شبکه ۱                 |
| ۱۳۸۰ | خواب و بیدار    | بازیگر | مهدی فخیم‌زاده  | شبکه ۱                 |
| ۱۳۸۰ | دوران سرکشی     | بازیگر | کمال تبریزی    | شبکه تهران             |
| ۱۳۸۰ | جوانی           | بازیگر | سعید سلطانی    | شبکه ۳                 |
| ۱۳۷۹ | همسفر           | بازیگر | قاسم جعفری     | شبکه ۳                 |
| ۱۳۷۹ | ولایت عشق       | بازیگر | مهدی فخیم زاده | شبکه ۱                 |